# Benedikt I. (Gran)
Benedikt (lateinisch Benedictus, ungarisch Benedek, wahrscheinlich auch Beneta; † nach 1055) war Erzbischof in Ungarn.

## Leben
Einige ungarische Historiker halten es für möglich, dass er 1035 Bischof von Kalocsa gewesen sein könnte.
Im Jahr 1046 war ein Bischof Beneta bei dem gewaltsamen Überfall auf dem Gellértberg bei Buda anwesend, in dessen Folge die Bischöfe Gerhard (Gellért), Bystrík und Buldus getötet wurden. Beneta konnte als einziger der Bischöfe entkommen. Sein Bistum wurde nicht erwähnt, es könnte Gran (Esztergom) gewesen sein.
1055 wurde in der Gründungsurkunde des Klosters Tihany ein Erzbischof Benedictus als erster Zeuge genannt. Da in dieser Zeit nur Gran als Erzbistum in Ungarn bekannt ist, war er wahrscheinlich dort Erzbischof.
Weitere Erwähnungen seiner Person sind nicht erhalten.